# La Colonie (Condé-sur-Vesgre)
Pour les articles homonymes, voir La Colonie.

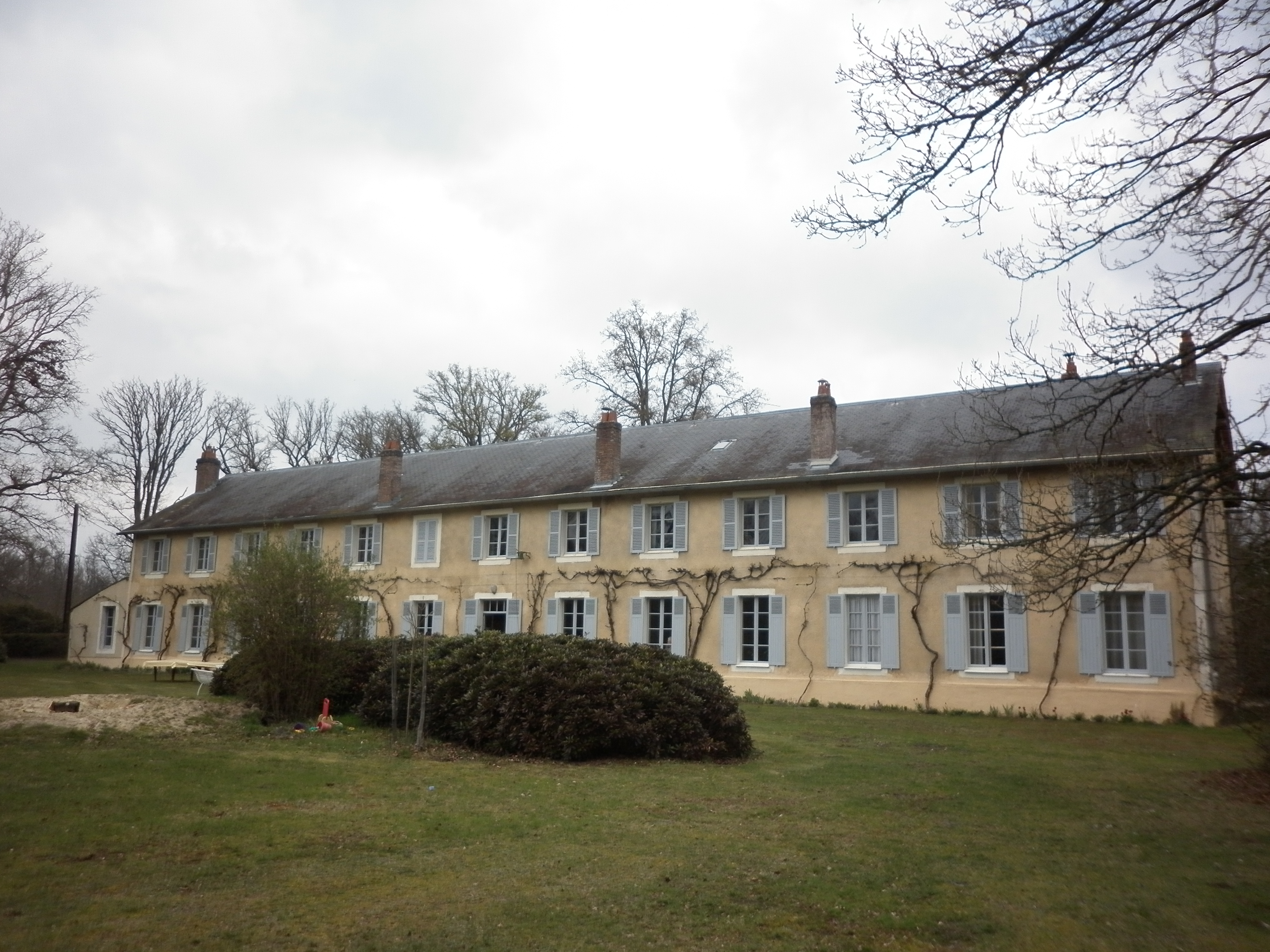
Le bâtiment principal de la Colonie.

La Colonie est une colonie sociétaire fondée à Condé-sur-Vesgre en 1832 sur les idées de Charles Fourier, et toujours active de nos jours.

## Historique
En juin 1832, le journal fouriériste Le Phalanstère propose le lancement d'une collecte de fonds pour acquérir une propriété de 1500 hectares. Deux habitants de Condé-sur-Vesgre, Joseph Devay et le Dr Alexandre Baudet-Dulary, médecin et député de Seine-et-Oise, mettent à la disposition du groupe fouriériste leurs propriétés. Le Phalanstère publie le 15 novembre 1832 la nouvelle de la fondation d'un phalanstère de 460 hectares : le nom retenu fut celui de Colonie sociétaire — certains actionnaires jugeant curieuse l'appellation de phalanstère. Charles Fourier semble dès le départ prendre quelques distances vis-à-vis du projet, et de Baudet Dulary notamment. Une première liquidation fut prononcée le 24 avril 1836.
Le projet est relancé lors du premier banquet anniversaire de la naissance de Fourier (mort en 1837), le 15 avril 1840. Il prend cette fois-ci une tournure plus industrielle qu'agricole, et est appelé « Société des Cartonniers », en vue de la réalisation de cartonnages industriels. L'activité industrielle fut toutefois abandonnée à la suite de la révolution de 1848.
En 1850 est établie l'association du Ménage Sociétaire, ménage d'habitation commune, qui n'est plus la simple juxtaposition de familles vivant dans un même lotissement. Une société civile immobilière est créée en novembre 1860. Depuis 1860, cette société immobilière, avec son règlement intérieur concernant le Ménage sociétaire, se poursuit dans les mêmes conditions, avec une quinzaine de familles sociétaires — dont la plupart sont les mêmes que les sociétaires de 1870.
La Colonie de Condé-sur-Vesgre reste un haut-lieu du fouriérisme. Elle accueille aussi divers colloques sur les utopies sociales du XIXe siècle (et notamment l'utopie fouriériste).